# Вильмон
Вильмон — поселок в Кукморском районе Татарстана. Входит в состав Ошторма-Юмьинского сельского поселения.

## География
Находится в северо-западной части Татарстана на расстоянии приблизительно 14 км на запад по прямой от районного центра города Кукмор.

## История
Основан в 1920-х годах. 

## Население
Постоянных жителей было: в 1926 — 69, в 1938 — 84, в 1949 — 72, в 1958 — 77, в 1970—102, в 1979 — 54, в 1989 — 39, 30 в 2002 году (удмурты 97 %), 22 в 2010.